# Mesna
Mesna (2-merkaptoetanosulfonian sodu) – organiczny związek chemiczny z grupy sulfonianów, sól sodowa kwasu 2-merkaptoetanosulfonowego, stosowany jako lek syntetyczny pod nazwami handlowymi Uromitexan, Mesnex, Anti-uron, Mistabron, Mucofluid.

## Otrzymywanie
Mesna może być otrzymywana dwuetapowo z tiomocznika i kwasu 2-bromoetanosulfonowego:

## Działanie leku
Mesna wpływa na upłynnienie wydzieliny oskrzelowo-tchawiczej. Jest stosowana w ostrych i przewlekłych chorobach dróg oddechowych z nadmiernym wydzielaniem i zaleganiem wydzieliny, mukowiscydozie, w zapobieganiu pooperacyjnemu zaleganiu wydzieliny śluzowej lub ze skrzepami krwi w oskrzelach, w celu ułatwienia odpływu wydzieliny w przypadkach zapalenia zatok lub surowiczego zapalenia ucha środkowego.
Mesna stanowi również antidotum przeciw nefrotoksyczności cyklofosfamidu i ifosfamidu i jest stosowana jako preparat osłaniający w leczeniu przeciwnowotworowym.

## Przeciwwskazania
Lek jest przeciwwskazany w następujących chorobach i stanach:
- nadwrażliwość na mesnę,
- nieswoista nadwrażliwość na aerozole,
- astma oskrzelowa bez zalegania wydzieliny,
- skrajne osłabienie lub brak możliwości skutecznego kaszlu lub odkrztuszania z innej przyczyny.

Lek może być stosowany w ciąży i okresie karmienia jedynie w przypadkach, gdy jest on zdecydowanie niezbędny.

## Interakcje
Podczas podawania wziewnego może występować antagonizm w stosunku do antybiotyków podawanych tą samą drogą. Można podawać jednocześnie z epinefryną, izoprenaliną i orcyprenaliną.

## Działania niepożądane
Po podaniu wziewnym może pojawić się uczucie pieczenia za mostkiem, kaszel na skutek podrażnienia lub skurcz oskrzeli. Po podaniu dożylnym mogą wystąpić dolegliwości żołądkowo-jelitowe, bóle głowy, uczucie rozbicia, zmiany skórne oraz reakcje zapalne w ścianie naczynia w miejscu wstrzyknięcia.

## Mechanizm działania leku
Mesna ma działanie mukolityczne podobne do acetylocysteiny. Skutecznie rozrywa mostki disiarczkowe w polipeptydowych łańcuchach śluzu, dzięki czemu zmniejsza jego lepkość. Obecność w cząsteczce grupy SO3Na wiążącej wodę powoduje, że preparat wpływa na upłynnienie wydzieliny oskrzelowo-tchawiczej. Nie działa szkodliwie na błonę śluzową. Ułatwia usuwanie wydzieliny z krwią i skrzepami.
Mesna jest również antidotum przeciwko akroleinie – metabolitowi powstającemu w wyniku biotransformacji cyklofosfamidu i ifosfamidu, drażniącemu błonę pęcherza moczowego, co może prowadzić do krwotocznego zapalenia pęcherza moczowego. Mesna, która zawiera grupy sulfonowe, działa dwutorowo. Łącząc się z cząsteczkami akroleiny, zobojętnia je, a dodatkowo zwalnia proces przechodzenia 4-hydroksylowych pochodnych cytostatyków w akroleinę. W wyniku jej działania powstają nietoksyczne tiolowe związki 4-hydroksyfosfamidu i 4-hydroksycyklofosfamidu.